# Pedidos de impeachment de Michel Temer

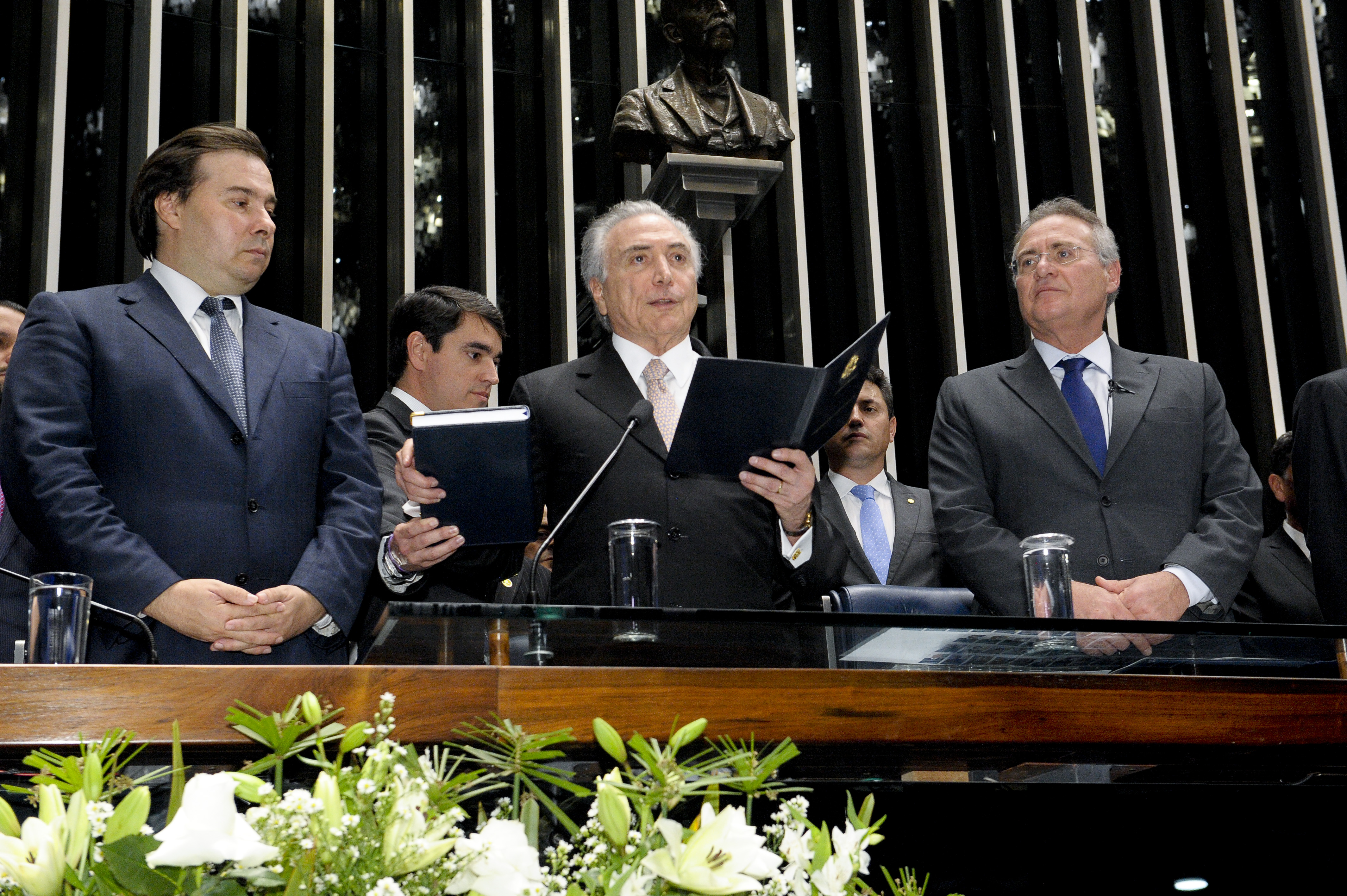
Cerimônia de posse de Temer como presidente, em 2016, ao lado de Rodrigo Maia e Renan Calheiros.

Vários pedidos de impeachment de Michel Temer foram apresentados visando à destituição de seu mandato eletivo como Vice-Presidente e posteriormente Presidente do Brasil. Em abril de 2016, os quatro primeiros pedidos contra Temer já tinham sido arquivados pelo presidente da Câmara dos Deputados, Eduardo Cunha, sendo o ex-ministro da educação Cid Gomes e o deputado federal Cabo Daciolo autores de três dos pedidos. Cabo Daciolo fez o primeiro pedido de impeachment protocolado contra o vice-presidente Michel Temer, em 9 de dezembro de 2015, com argumento de crime de responsabilidade por infringir a Lei de Responsabilidade Fiscal ao assinar decretos de abertura de crédito que resultaram na acusação das "pedaladas fiscais". Porém, este foi arquivado no mesmo mês, no dia 23 de dezembro de 2015. O pedido de Cid Gomes e o segundo pedido de Daciolo foram arquivados em 4 de abril de 2016; enquanto que uma quarta denúncia já havia sido arquivada em janeiro.
A denúncia que mais avançou foi a oferecida pelo advogado Mariel Marley Marra, que acusava Temer de crime de responsabilidade. No dia  5 de abril de 2016, o ministro do Supremo Tribunal Federal, Marco Aurélio Mello, determinou através de uma liminar, que o então presidente da Câmara, Eduardo Cunha iniciasse o processo de impeachment contra o ainda vice-presidente Temer e que formasse uma Comissão Especial para análise do pedido. No entanto, Cunha qualificou a liminar como "absurda" e avisou que iria recorrer da sentença. Anteriormente, em 4 de abril, a Câmara dos Deputados emitira uma nota de retaliação ao STF alegando que a corte "nunca, jamais" poderia determinar o início de um processo de impeachment, e que esta decisão caberia apenas ao presidente da Casa. Como haviam ainda oito pedidos de afastamento da presidente Dilma Rousseff dependendo de análise, Cunha afirmou que se acatasse a liminar de Mello, teria que aceitar também esses oito pedidos pendentes. Mesmo assim, no dia seguinte à liminar, encaminhou oficialmente aos 25 partidos representados na Câmara um pedido para indicarem os parlamentares para integrar a Comissão. Mais de um mês depois, a Comissão ainda não havia sido formada e, em 17 de maio de 2016, quando Dilma Roussef já havia sido afastada do cargo e Temer assumira como interino, Mello autorizou que o pedido de impeachment entrasse na agenda da sessão plenária do STF. Pela força da lei, a Câmara deveria ter acatado a liminar e formado a Comissão. Neste embate jurídico/político, a formação desta Comissão nunca saiu do papel.
Depois da divulgação da gravação da conversa entre Joesley Batista e Temer na noite de 7 de março de 2017, pelo menos oito pedidos de instalação de processo foram formalizados baseados em suposto crime de responsabilidade e obstrução da Justiça. O próprio advogado Marley Marra pediu um aditamento ao seu pedido no dia 18 de maio de 2017.

## Contexto

### Pesquisas de opinião

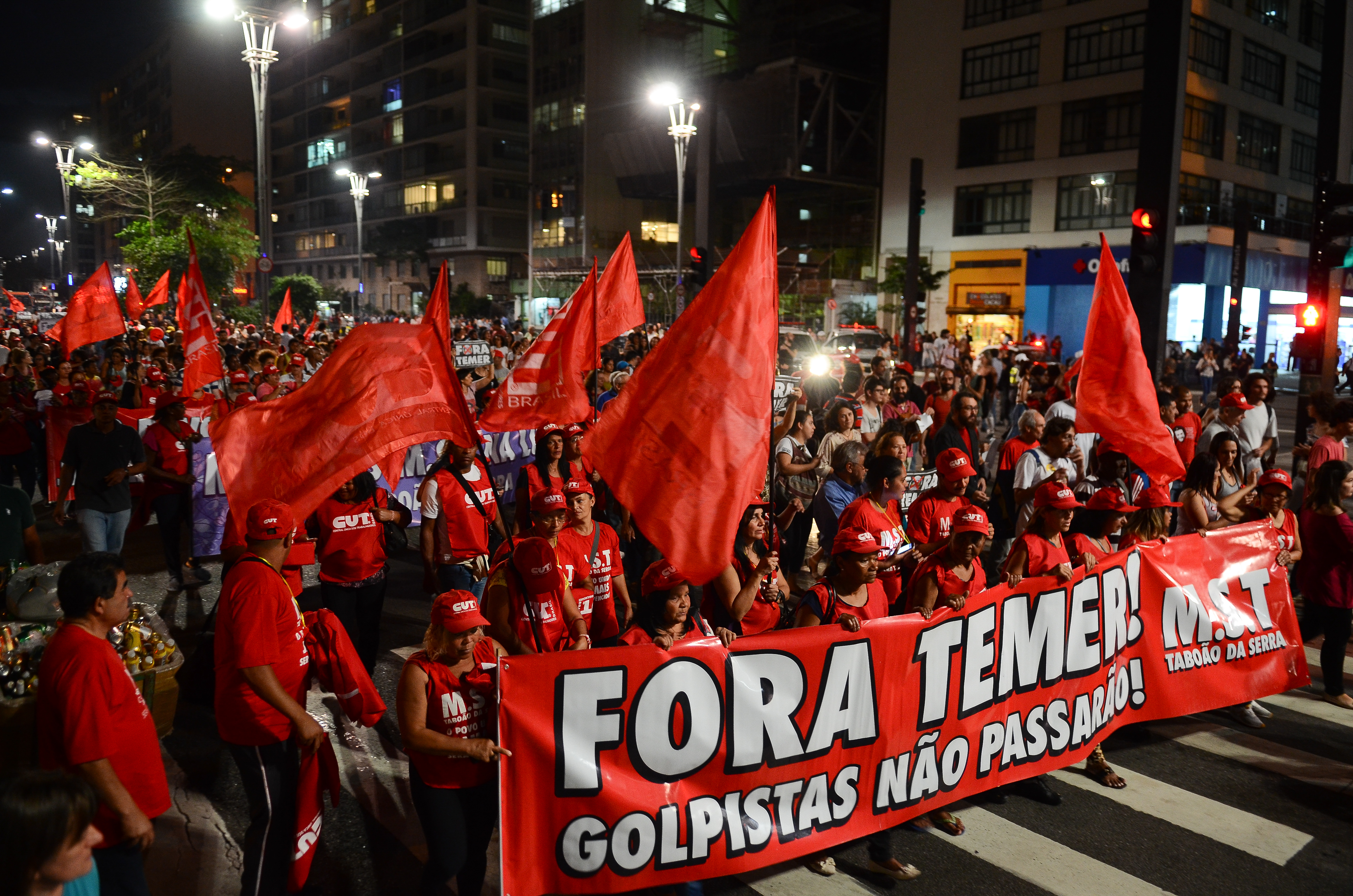
Manifestação Fora Temer na Avenida Paulista, em São Paulo, em agosto de 2016.

Nos dias 7 e 8 de abril de 2016, pela primeira vez, o instituto Datafolha perguntou o que os eleitores achavam sobre o afastamento do vice-presidente: 58% disseram que eram a favor do impeachment; 28% disseram que eram contra; 9% não sabiam; 5% se disseram indiferentes. Sobre se ele deveria ou não renunciar, 60% disseram que ele deve; 30% disseram que ele não deve renunciar; e 10% não sabiam. A pesquisa ouviu 2.779 pessoas em 170 municípios.
Vale destacar que o mesmo instituto já havia realizado uma pesquisa entre os dias 17 e 18 de março que apontava que apenas 16% queriam o vice-presidente Michel Temer governando o país.
No dia 17 de abril, em uma pesquisa também realizada pelo instituto Datafolha na manifestação contra o governo Dilma na Avenida Paulista, 54% dos entrevistados disseram ser favoráveis ao impeachment também de Michel Temer.

### Processo de cassação da chapa
No dia 13 de abril, uma quarta-feira, os advogados de Temer pediram ao ministros do Tribunal Superior Eleitoral para julgar suas contas da última eleição separadamente as apresentadas por Dilma Rousseff, fazendo, assim, uma separação da responsabilidade sobre as contas da campanha presidencial do PT e do PMDB. Segundo Temer e seus advogados, as contas eram individuais desde o início da campanha e, por isso, qualquer crime supostamente cometido pela presidente não o envolveria. O empurrão para o vice pedir a separação das contas foi a delação do ex-presidente da Andrade Gutierrez, Otávio Marques de Azevedo. De acordo com o executivo, a empreiteira fez repasses ilegais para a campanha de Dilma. Desde 2010, há questionamentos na Justiça Eleitoral sobre a possibilidade de a chapa eleitoral poder ou não ser separada. Quem é a favor da cisão sustenta que o registro da candidatura é feito separadamente e, por isso, as contas devem ser analisadas individualmente. Por outro lado, a linha de defesa dos que são contrários à separação segue o argumento da indivisibilidade da chapa porque recebem votos juntos e a diplomação também é conjunta.
Segundo uma reportagem do jornal O Globo veiculada no dia 20 de abril (uma semana após o pedido de Temer, portanto), quatro dos sete ministros do tribunal estariam dispostos a conceder esse pedido a Temer. "Não é justo alguém sofrer cassação e inelegibilidade por causa de outra pessoa. Isso feriria princípio da individualidade" — disse um integrante do tribunal.
No dia 5 de maio, o Ministério Público Eleitoral recomendou que o TSE rejeite o pedido de Temer para a separação de contas.

## Denúncias

### Mariel Marley Marra
Em 21 dezembro de 2015, o advogado Mariel Marley Marra, de Minas Gerais, apresentou denúncia contra o vice-presidente do Brasil Michel Temer, mas o presidente da Câmara dos Deputados, Eduardo Cunha (PMDB-RJ), arquivou no dia 5 de janeiro de 2016. O presidente da Câmara entendeu que não havia indício de crime de responsabilidade do vice-presidente. No entanto, o ministro Marco Aurélio Mello, do Supremo Tribunal Federal (STF), deferiu parcialmente a liminar no Mandado de Segurança (MS) 34087 e determinou, no dia 5 de abril de 2016, ao presidente da Câmara, Eduardo Cunha, que recebesse o pedido de impeachment do vice-presidente Michel Temer e enviasse o caso para análise de uma comissão especial a ser formada na Casa, diante isto a Câmara dos Deputados recorreu com recurso, no dia 7 de abril de 2016, para que a decisão fosse reavaliada pelo plenário da Corte.
Em 11 de abril de 2016, o advogado Mariel Marley Marra solicitou ao ministro Marco Aurélio Mello, do STF, que ordenasse ao presidente da Câmara, Eduardo Cunha (PMDB-RJ), a instalação da comissão para analisar o impeachment do vice-presidente Michel Temer em até 24 horas. Ele pediu que o ministro estabelecesse uma multa diária de até cem vezes o salário de Cunha, que equivale a cerca de 3,37 milhões de reais. Eduardo Cunha já havia iniciado os procedimentos, mas, até o momento, apenas 14 nomes foram indicados para compor o colegiado. No dia 25 de abril de 2016, o ministro negou o pedido feito pelo advogado, por considerar que Cunha prestou esclarecimentos de que já começaram a tramitar procedimentos para a viabilização da comissão contra Temer.

#### Dificuldades na formação da comissão especial
No dia 6 de abril, Eduardo Cunha encaminhou ofício aos líderes partidários solicitando a indicação de integrantes para a comissão especial dedicada à análise do pedido.
O advogado-geral da União, José Eduardo Cardozo, disse na quinta-feira, 7 de abril de 2016, que a defesa do vice-presidente Michel Temer em um processo de impeachment já está pronta. "Se a AGU for chamada a defender Temer será a mesma defesa (de Dilma), porque não há nenhum crime de responsabilidade". Reforçando o papel da Advocacia-Geral da União em defender atos do administrativo e das autoridades em exercício de suas funções, ele informou que cabe a Temer determinar quem vai fazer a sua defesa.
Em 6 de abril, o PT apresentou questão de ordem no plenário pedindo que Cunha estabelecesse um prazo para que os partidos escolham os integrantes do colegiado.
EM 7 de abril, o líder do PMDB, Leonardo Picciani (RJ), afirmou que não encontrou deputados do partido dispostos a participar da comissão, de modo que não poderia fazer a indicação. O líder do DEM, Pauderney Avelino (AM), afirmou que a bancada só indicaria seus representantes após o plenário do STF decidir sobre o assunto. No mesmo dia, o PT indicou Arlindo Chinaglia (SP), Henrique Fontana (RS), José Mentor (SP), Paulo Teixeira (SP), Pepe Vargas (RS), Vicente Cândido (SP), Wadih Damous (RJ) e Zé Geraldo (PA), como titulares, e Leo de Brito (AC), Benedita da Silva (RJ), Bohn Gass (RS), Carlos Zarattini (SP), Luiz Sérgio (RJ), Jorge Solla (BA), Paulo Pimenta (RS) e Valmir Assunção (BA), como suplentes. O PSOL indicou Edmilson Rodrigues (PA), como titular, e Jean Wyllys (RJ), como suplente. A Rede Sustentabilidade indicou Aliel Machado (PR), como titular, e Alessandro Molon (RJ), como suplente. O PMB indicou Weliton Prado (MG) como titular. O PEN escolheu Junior Marreca (MA). O PC do B indicou Alice Portugal (BA) como titular, e o PTdoB indicou Cabo Daciolo (RJ).
No dia 8 de abril o deputado Victor Mendes, (PSD-MA) cobrou, durante a sessão da Câmara dos Deputados que a casa não procrastinasse sobre o andamento do processo, argumentando que, "Existe uma sentença em vigor e essa sentença não está sendo cumprida. O silêncio dessa casa em relação a essa questão me incomoda". Durante a sessão de 8 de abril o deputado Pedro Cunha Lima (PSDB-PB) cobrou imparcialidade de presidente da Câmara do Deputados que o processo de Temer recebesse o mesmo rito regimental do processo que pede o afastamento de Dilma. A fala do deputado Pedro Cunha Lima foi reproduzida na edição do Jornal Nacional.
Até o final do mês de abril de 2016, apenas 14 integrantes foram indicados pelos partidos: PT, Rede Sustentabilidade, PCdoB, PMB, PSOL e PTdoB. Os líderes de partidos que não indicaram ainda seus membros, aguardam o recurso do deputado Eduardo Cunha ser analisado pelo STF para fazer as indicações, enquanto outros afirmam que não possuem deputados interessados em participar do colegiado.
O afastamento de Eduardo Cunha, a partir do dia 5 de maio de 2016, do mandato de deputado federal e da presidência da Câmara dos Deputados, pode desencadear o prosseguimento do processo de impeachment contra o vice-presidente, pelo fato dos governistas quererem sua deposição. Ainda para o vice-presidente, a permanência interina na presidência da Câmara Federal, do antigo vice-presidente Waldir Maranhão, representa um risco, pois o mesmo é contra o impeachment de Dilma Rousseff, o que traria uma possível oposição ao novo governo, depois da saída de Dilma Rousseff. No dia 6 de maio de 2016, o vice-líder do governo na Câmara, deputado Silvio Costa (PTdoB-PE), afirmou que o novo presidente da Câmara Federal, deputado Waldir Maranhão (PP-MA), se comprometeu em dar continuidade ao processo de impeachment do vice-presidente Michel Temer. Porém, a comissão que analisará o processo não foi instalada, pois líderes aliados de Temer se recusam a indicar seus representantes.
No dia 9 de maio, na noite de uma segunda-feira, o procurador-geral da República, Rodrigo Janot, defendeu em parecer ao Supremo Tribunal Federal a cassação da liminar do ministro Marco Aurélio Mello que determinava abertura deste processo de impeachment. Janot argumentou que a decisão de não abrir impeachment contra Temer por parte do então presidente da Câmara, Eduardo Cunha (PMDB-RJ), ocorreu dentro das regras. Em seu parecer, Janot lembrou que Eduardo Cunha explicitou que negou o pedido sobre Michel Temer porque os decretos foram assinados pelo vice-presidente antes da mudança da meta de resultado primário.
Em 17 de maio de 2016, o ministro Marcos Aurélio liberou o pedido de impeachment para entrar na pauta do plenário do STF e agora caberá ao presidente do Supremo, Ricardo Lewandowski, determinar quando o pedido de afastamento do atual presidente interino será julgado.
No dia 21 de julho de 2016, o presidente eleito da Câmara, Rodrigo Maia, em uma entrevista publicada no G1, falou que a comissão especial para analisar o impeachment não será instalada enquanto líderes partidários não fizerem a indicação dos membros. Quando foi questionado sobre a possibilidade de pressionar os deputados líderes, ele disse que o STF não estabeleceu nenhum prazo para a instalação da comissão. O presidente disse ainda que é contra o impeachment.
No dia 12 de dezembro de 2016, Rodrigo Maia solicitou o julgamento pelo plenário do STF da decisão do ministro Marco Aurélio, que determinou a instalação de uma comissão destinada a analisar o impeachment.
No dia 20 de abril de 2017, o ministro Marco Aurélio acolheu uma nova ação do advogado mineiro Mariel Marley Marra. Nesta nova ação o STF vai acionar o MPF para investigar se líderes partidários cometeram crime de desobediência e prevaricação ao não indicar nomes para a comissão. Diante isso, Rodrigo Maia relatou que vai pedir ao ministro Marco Aurélio que ponha a liminar para ser apreciada por votação no plenário. PMDB e PSDB não indicaram membros e o PT fez de forma incompleta (designou sete dos oito). Vale salientar que na ação do advogado ao Supremo pede que os líderes partidários — Baleia Rossi (PMDB), Arthur Lira (PP), Eros Biondini (PROS), Efraim Filho (DEM), Cleber Verde (PRB), Aureo (Solidariedade), Professor Victório Galli (PSC), Marcos Montes (PSD), Aelton Freitas (PR), Ricardo Tripoli (PSDB), Tereza Cristina (PSB), Arnaldo Jordy (PPS) e Evandro Gussi (PV) — sejam notificados pelo MPF.

### Partido Socialismo e Liberdade e Partido dos Trabalhadores
Em novembro de 2016, Marcelo Calero denunciou que teria recebido pressão política para atender interesse particular de Geddel Vieira Lima, então ministro titular da Secretaria de Governo do Brasil, para liberar o aumento de gabarito de empreendimento imobiliário em construção na Ladeira da Barra em Salvador. O Instituto do Patrimônio Histórico e Artístico Nacional (IPHAN), o qual é vinculado ao Ministério da Cultura, do qual Calero era ministro, contestou a decisão de sua seção estadual baiana e impediu andares que interferisse naquela área rodeada de diversos monumentos históricos (Forte de Santa Maria, Forte de São Diogo, Cemitério dos Ingleses da Bahia e Igreja de Santo Antônio da Barra). Nesse processo, Termer foi acusado de apoiar Geddel em seu pleito ao ter "enquadrado" o então ministro da Cultura. Tal situação agravou a situação política do governo federal, que acarretou em discursos de oposicionistas no Senado pedindo a renúncia do presidente ainda em 2016 a fim de que o sucessor seja escolhido pelo voto direto. Acarretou também no protocolamento de novo pedido de impedimento pelo Partido Socialismo e Liberdade e de representação na Procurador-Geral da República (PGR) contra Temer por crimes comum (concussão e improbidade administrativa).
As denúncias de Calero fundamentaram outro pedido protocolado pelo Partido dos Trabalhadores (PT) em 8 de dezembro de 2016. A entrega do pedido foi marcada por protestos de apoiadores do pedido e pela ausência do presidente da Câmara dos Deputados, Rodrigo Maia (DEM-RJ), tendo sido o pedido entregue ao Secretário Geral da Mesa, Wagner Padilha. A peça, com 37 páginas, foi assinada por vinte pessoas, sendo quatro juristas e representantes de movimentos sociais.

### Alessandro Molon e Ordem dos Advogados do Brasil
No dia 17 de maio de 2017, foi divulgado o conteúdo da delação premiado de Joesley Batista, dono da JBS. Em uma ligação gravada por Joesley, Temer teria aprovado o pagamento de 5 milhões de reais ao ex-presidente da Câmara, Eduardo Cunha, e ao operador Lúcio Funaro para manter o silêncio do deputado cassado. No mesmo dia, o deputado federal Alessandro Molon (Rede-RJ) protocolou um pedido de impeachment baseado na denúncia de Batista.
A Ordem dos Advogados do Brasil decidiu na madrugada de 21 de maio de 2017, protocolar um pedido de impeachment contra Temer. Em uma reunião que durou mais de sete horas, foram 25 votos a favor, um contra e uma ausência. Para a OAB, Temer infringiu o artigo 85 da Constituição brasileira de 1988., que tipifica os crimes de responsabilidade do Presidente da República, por não informar os ilícitos cometidos por Joesley, além de atentar contra o decoro de seu cargo, ao receber o interlocutor, sem agenda e tarde da noite, na sua residência oficial. Segundo o jornal El País, um pedido pela OAB teria um peso maior que os oito pedidos protocolados até então, por sair da esfera política para a esfera jurídica. O pedido foi protocolado pela OAB em 25 de maio de 2017.

## Pedidos de inclusão no processo de Dilma

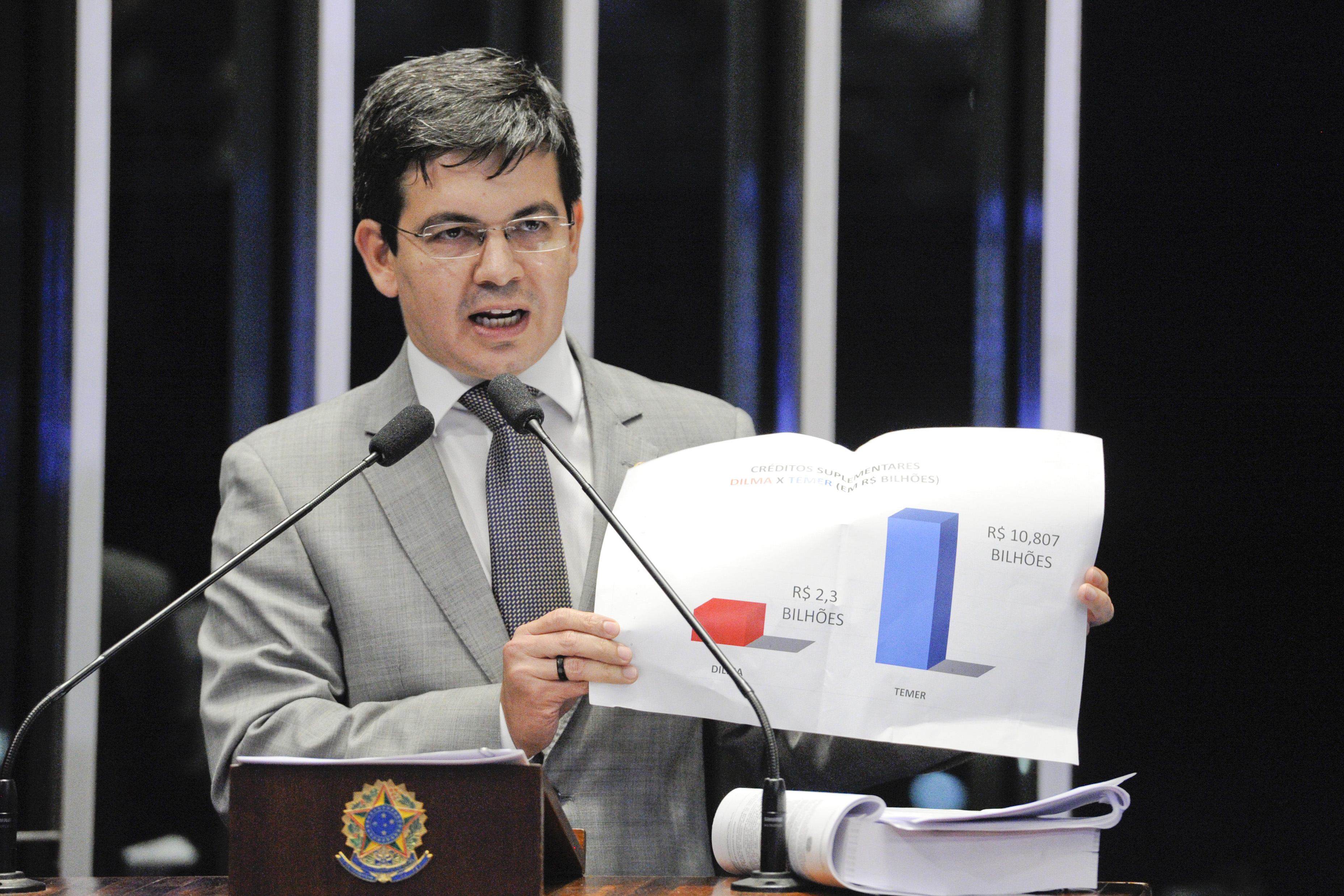
Durante discurso em meio ao processo de impedimento de Dilma, senador Randolfe Rodrigues exibe gráfico comparativo entre Dilma e Temer sobre decretos para emissão de créditos suplementares.

Em 6 de abril, o ministro do STF Celso de Mello negou pedido apresentado pelo deputado federal Cabo Daciolo para incluir Michel Temer no processo de impeachment já aberto contra Dilma Rousseff, por julgar inviável.
No dia 16 de abril de 2016, o STF recebeu mais um pedido, do deputado federal Reginaldo Lopes (PT-MG), que alegava que o processo de impeachment contra a ex-presidente Dilma Rousseff deveria ser analisado ao mesmo tempo que um processo contra Temer. No dia seguinte, o ministro Marco Aurélio despachou, negando o pedido, com a justificativa que "haveria de se observar a autonomia das apurações e dos atos praticados pelos agentes políticos".
No dia 25 de abril de 2016, numa segunda-feira, sete senadores pediram que processos de impeachment contra a presidente Dilma Rousseff (PT) e o vice-presidente Michel Temer (PMDB) tramitassem ao mesmo tempo no Senado. O pedido feito por João Capiberibe (PSB-AP) foi assinado também por Cristovam Buarque (PPS-DF), Lídice da Matta (PSB-BA), Randolfe Rodrigues (Rede-AP), Paulo Paim (PT-RS), Walter Pinheiro (sem partido-BA) e Roberto Requião (PMDB-PR). O presidente do Senado, Renan Calheiros (PMDB-AL), negou o pedido, sob a alegação de que as denúncias contra os dois, apesar de se basearem em fatos idênticos, dizem respeito a atos administrativos independentes.
Em 28 abril de 2016, o senador Randolfe Rodrigues (Rede-AP) pregou uma peça à jurista Janaina Paschoal. Fazendo uma análise e  apresentando a edição de decretos de créditos suplementares específicos, ele pediu a opinião da jurista sobre esses procedimentos. Nisto, ela defendeu que os créditos suplementares sem a autorização do Congresso Nacional configuram crime de responsabilidade e devem ser punidos com o impeachment, em seguida Randolfe respondeu: "Muito bem, fico feliz com sua opinião, porque a senhora acabou de concordar com o pedido de impeachment do vice-presidente Michel Temer. Essas ações que eu li foram tomadas pelo vice". Diante este fato, a jurista ficou constrangida tentando dar explicação e disse o seguinte: "O vice-presidente assina documentos por ausência do presidente, por delegação. Neste caso, não há o tripé de crimes continuados e intercalados entre si". Para ela, não havia indícios suficientes para pedir o impeachment, mas se houvesse ela iria pedir a saída de Temer, numa resposta dada ao senador Telmário Mota (PDT-RR).

## Reações
Por considerar abusiva a decisão de Marco Aurélio, o Movimento Brasil Livre (MBL), que tem organizado manifestações de rua pelo afastamento da presidente Dilma Rousseff, entregou, no dia 6 de abril,  na Secretaria-Geral da Mesa do Senado um pedido de impeachment contra o referido Ministro do STF. Entretanto, o pedido foi arquivado no mesmo dia por Renan Calheiros, presidente do Senado.
No mesmo dia em que Eduardo Cunha encaminhou ofício aos líderes partidários para a formação da comissão especial (dia 6 de abril), Michel Temer afirmou que se sentia agredido profissional e moralmente com a decisão do ministro Marco Aurélio.
No dia 5 de abril, o ministro Gilmar Mendes, do STF, ironizou a decisão de Marco Aurélio Mello em determinar o seguimento do pedido de impeachment e disse que não tinha conhecimento na lei de impeachment de vice-presidente: "Eu também não conhecia impeachment de vice-presidente. É tudo novo pra mim. Mas o ministro Marco Aurélio está sempre nos ensinando."